# Ilha Kadavu

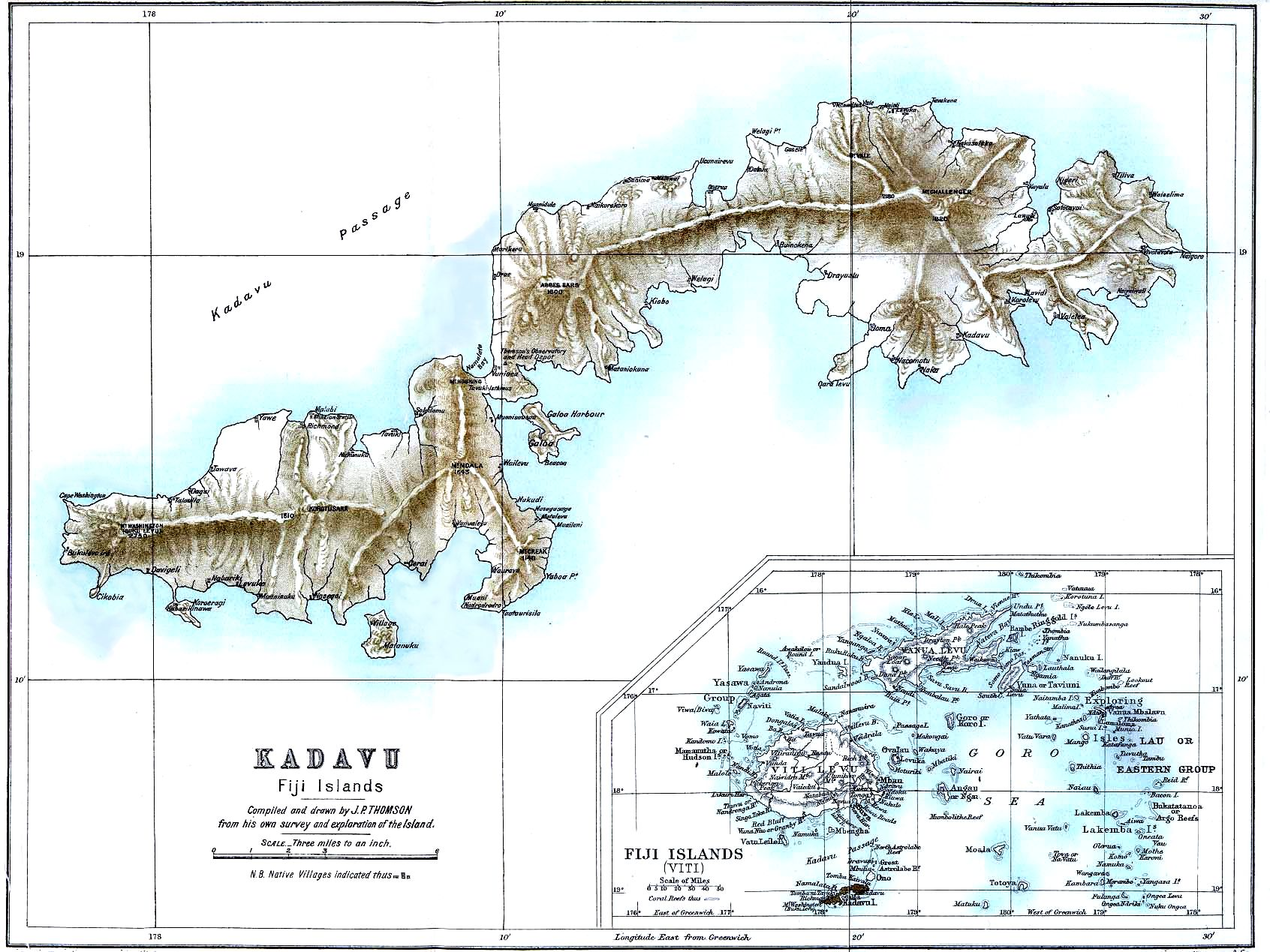
Kadavu em um mapa de J.P.Thomson, 1889.

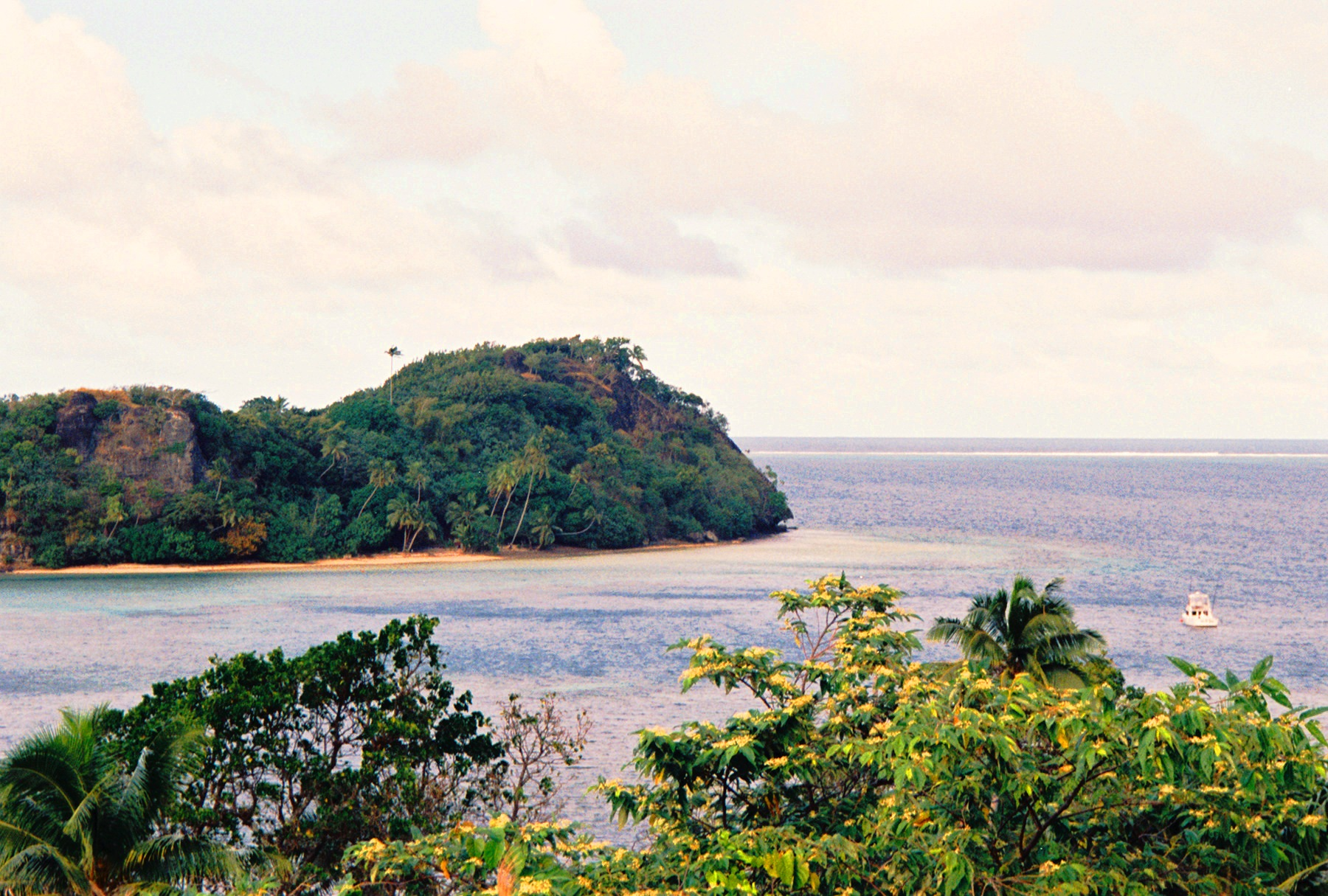
Grande parte da floresta tropical de Kadavu ainda chegam até o mar.

Kadavu é a quarta maior ilha da República das Ilhas Fiji, com uma área de 411 km², e a maior ilha do Kadavu Group, um arquipélago vulcânico formado pela ilhas Kadavu, Ono, Galoa e várias ilhas menores no Recife do Grande Astrolábio (Great Astrolabe Reef, em inglês). Sua principal cidade é Vunisea, que possui um aeroporto, uma escola secundária, um hospital e uma base do governo. Suva, capital do país, está localizada 88 km ao norte de Kadavu, na ilha de Viti Levu.

## Administração
A ilha de Kadavu faz parte da província de Kadavu, pertencente a Divisão do Leste.

## Geografia
Kadavu possui 93 km de comprimento e largura que varia entre 365 metros a 13 km.  A ilha é quase dividida em duas partes pelo istmo de Namalata, que liga a Baía de Namalata, na costa norte, com o porto natural (ou ancoradouro) de Galoa na costa sul.  Dentro do porto natural de Galoa fica a ilha Galoa e a pequena ilhota de Tawadromu. A montanha mais alta da ilha é a Nabukelevu, também conhecida como Monte Washington, com 822 metros de altura, localizada no estremo oeste da ilha.
Kadavu ainda possui 75% de sua floresta tropical original e uma rica diversidade de pássaros.

## Economia
Kadavu é uma da áreas menos desenvolvidas das Fiji. Há poucas estradas e a economia local é muito dependente da agricultura de subsistência. Não há bancos em Kadavu.  O Turismo está se tornando popular.